# Ausztrál férfi kézilabda-válogatott
Az ausztrál férfi kézilabda-válogatott Ausztrália nemzeti csapata, melyet az Ausztrál Kézilabda-szövetség (angolul:Australia Handball Federation) irányít.

## Eredmények nemzetközi tornákon
Az ausztrál férfi kézilabda-válogatott az óceániai térség legeredményesebb csapata. Négyszer nyerték meg az Óceánia-bajnokságot. Az olimpiai játékokon eddig egy alkalommal vettek részt és legjobb helyezésük egy 12. hely a hazai környezetben, Sydney-ben rendezett 2000. évi nyári olimpiai játékokról.
A világbajnokságra több ízben is kvalifikálták magukat, először 1999-ben. A 2003-as vb-n szerzett 21. helyezésük az eddigi legjobb eredményük ebben a versenysorozatban.

## Nemzetközi tornákon való szereplés
Világbajnokság
- 1938 - 1997: Nem jutott ki
- 1999 - 24. hely
- 2001 - Nem jutott ki
- 2003 - 21. hely
- 2005 - 24. hely
- 2007 - 24. hely
- 2009 - 24. hely
- 2011 - 24. hely
- 2013 - 24. hely

Óceánia-bajnokság
- 2004 - Győztes
- 2006 - Győztes
- 2008 - 2. hely
- 2010 - Győztes
- 2012 - Győztes

## A válogatott kerete 2013-ban
Ognjen Latinovic,
Almiro Pandzo,
Bevan Calvert,
Tommy Fletcher,
Callum Mouncey,
Antonio Queiroz,
Martin Najdovski,
Caleb Gahan,
Kristofer Karlsson,
Mitchell Hedges,
Danile Kelly,
Boris Jovanovic,
Tim Anderson,
Ognjen Matic,
Jay Abiera,
Nemanja Subotic
Nyári olimpiai játékok
- 2000 — 12. hely